# Batangan (Tanah Merah)
Batangan is een bestuurslaag in het regentschap Bangkalan van de provincie Oost-Java, Indonesië. Batangan telt 4072 inwoners (volkstelling 2010).